# January Suchodolski

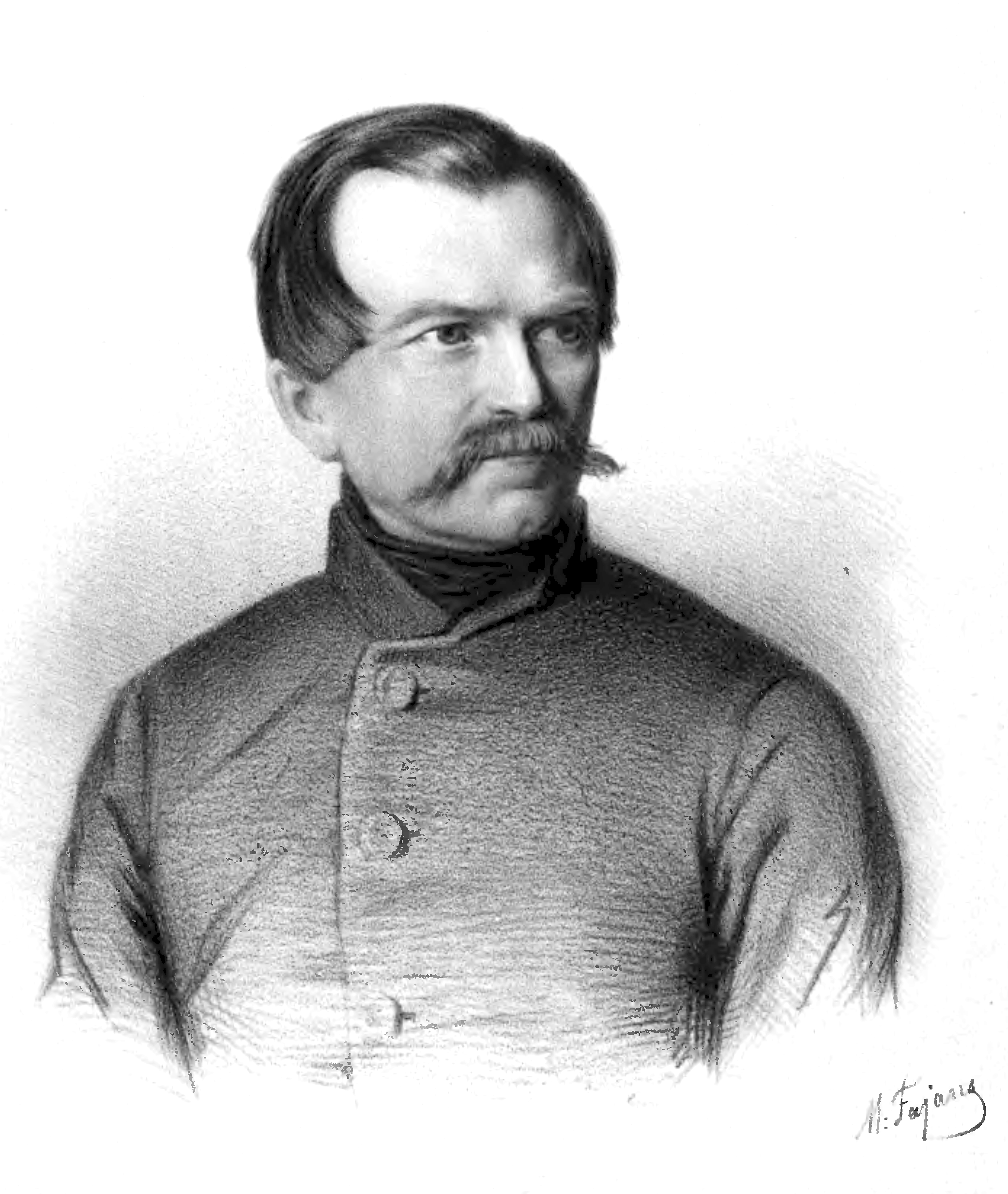
January Suchodolski, Lithografie von Maksymilian Fajans (1827–1890), 1850

January Antoni Michał Suchodolski (* 19. September 1797 in Grodno; † 20. März 1875 in Siedlce) war ein polnischer Kriegsmaler und Offizier aus dem polnischen Adelsgeschlecht der Suchodolski bzw. Suchodoletz. Er war der Bruder des Dichters Rajnold Suchodolski. Sein Grab befindet sich in Oleksin im Landkreis Siedlce.

## Leben
Suchodolski trat 1810 in die Armee des Herzogtums Warschau ein. Anfänglich kopierte er als Autodidakt Bilder von Horace Vernet und gab sie für seine eigenen aus. Als Zar Nikolaus I. eins dieser Bilder sah („König Władysławs Tod bei Warna“), soll er ihm seine Tabakdose geschenkt haben. Er nahm am Russisch-Persischen Krieg 1826–1828 teil, wo er beim Stab des Feldmarschalls Iwan Paskewitsch in seinem Auftrag ein Gemäldezyklus anfertigte. Diese Bilder befinden sich im Geografischen Museum der belarussischen Stadt Homel. Er heiratete Leokadia Suchodolska aus der Wappengemeinschaft Janina, die 1830 den Sohn Edward Maksymilian Rajnold und 1835 den Sohn Zdzisław Aleksander Mamert gebar. Letzterer wurde ebenfalls ein Maler. 1830 wurde Suchodolski  Adjutant des Generals Wincenty Krasiński. Ausgestattet mit Empfehlungsbriefen von Napoleon II., dessen Mutter und Jérôme Bonaparte an Horace Vernet bemühte er sich, sein Schüler zu werden. Doch kaum von ihm aufgenommen, brach 1830 in Polen der Novemberaufstand gegen die russische Fremdherrschaft aus, an dem er zusammen mit seinen drei Brüdern teilnahm. Nach der Niederschlagung des Aufstands (sein Bruder Rajnold kam um, seine anderen Brüder Jacek und Valentin gerieten in russische Gefangenschaft), entschied er sich, in Italien zu bleiben und nahm 1832 mit einem staatlichen Künstlerstipendium seine Ausbildung an der Französischen Akademie in Rom auf, ein Jahr davon in der Werkstatt von Horace Vernet. 1837 kehrte er nach einer Amnestie nach Warschau zurück. Auf Ersuchen des Zaren Nikolaus I. reiste er nach Sankt Petersburg, wo er einen Auftrag zur Erschaffung eines Bilderzyklus über den Russlandfeldzug 1812 erhielt. 1860 war er Mitbegründer der Gesellschaft zur Unterstützung der Kunst in Warschau.
Er erlangte Berühmtheit für seine historische Malerei aus der napoleonischen Zeit, wie auch als Maler romantischer Bilder mit patriotischem Charakter. Er wurde ebenfalls als Maler von Pferden bekannt.

## Galerie

Die Abkehr der Grande Armée von Moskau 1812, Bild von 1854
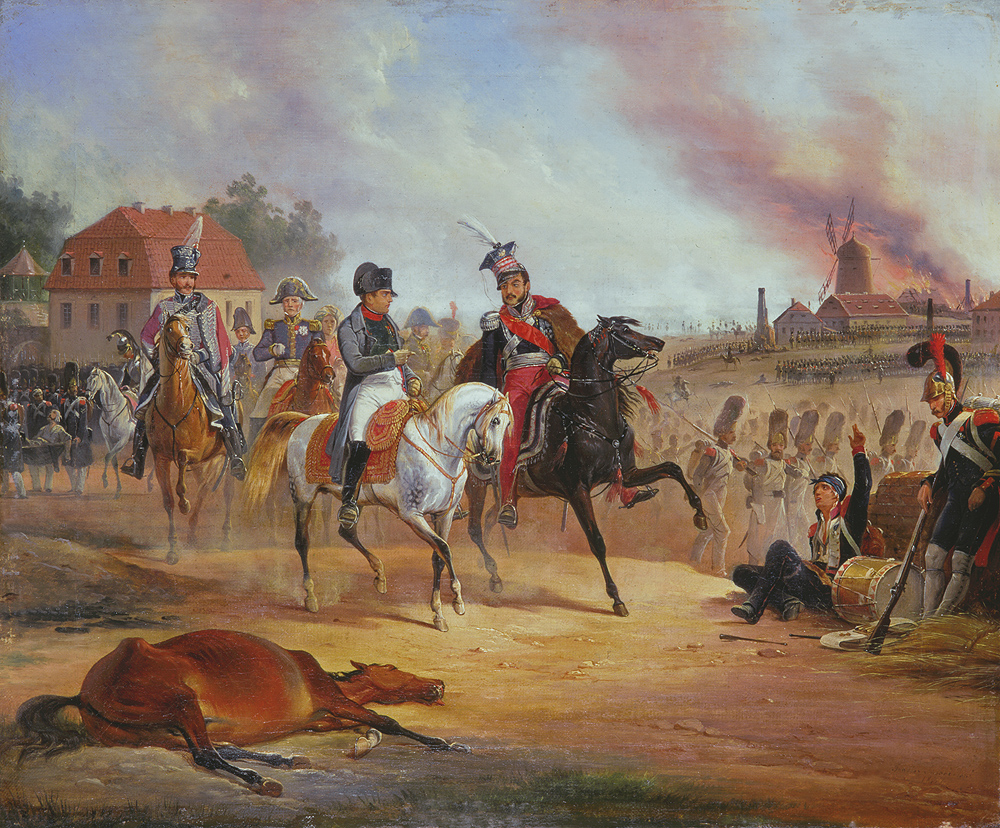
Kaiser Napoleon und Fürst Poniatowski bei Leipzig 1813
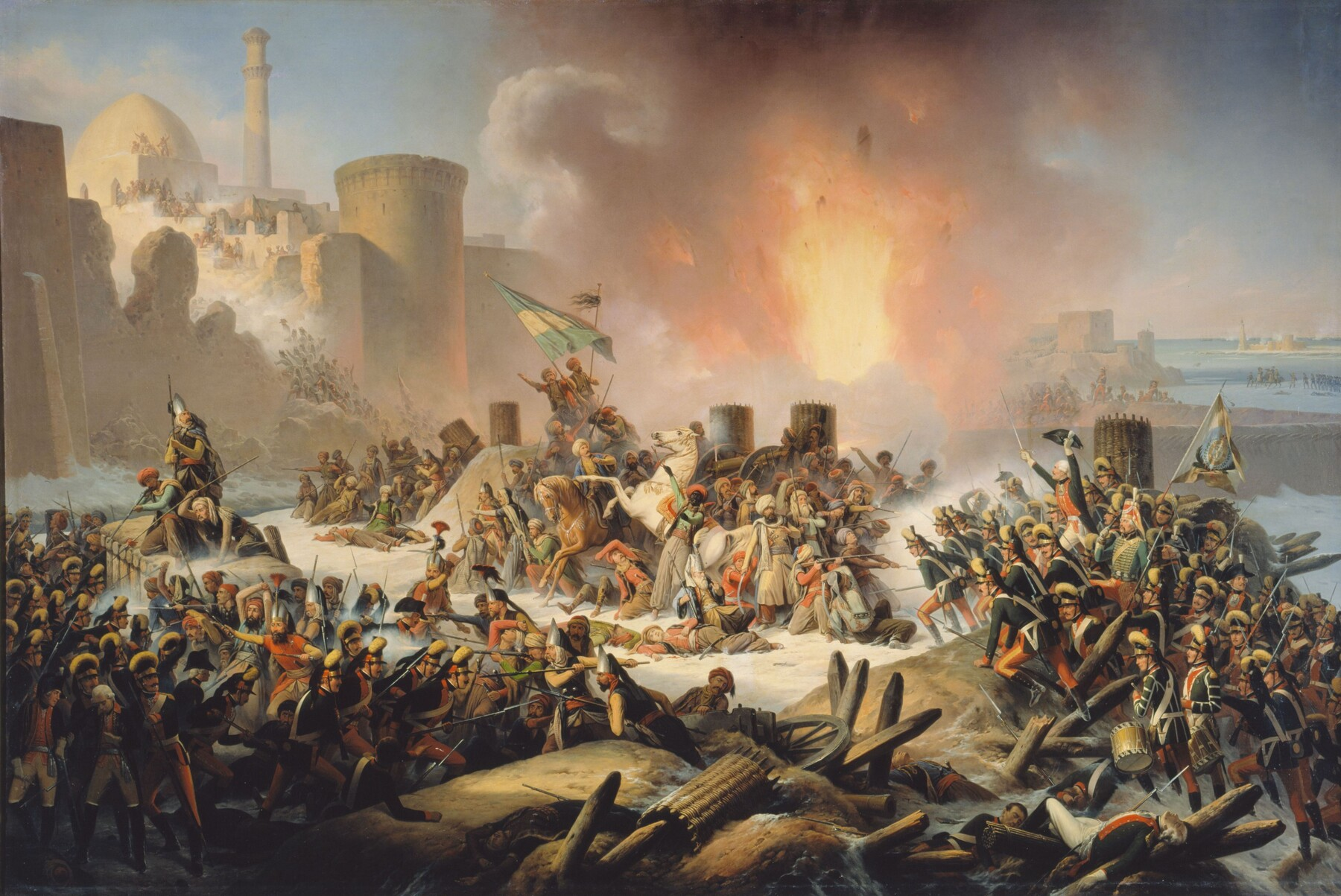
Belagerung von Otschakiw 1788, Bild von 1853
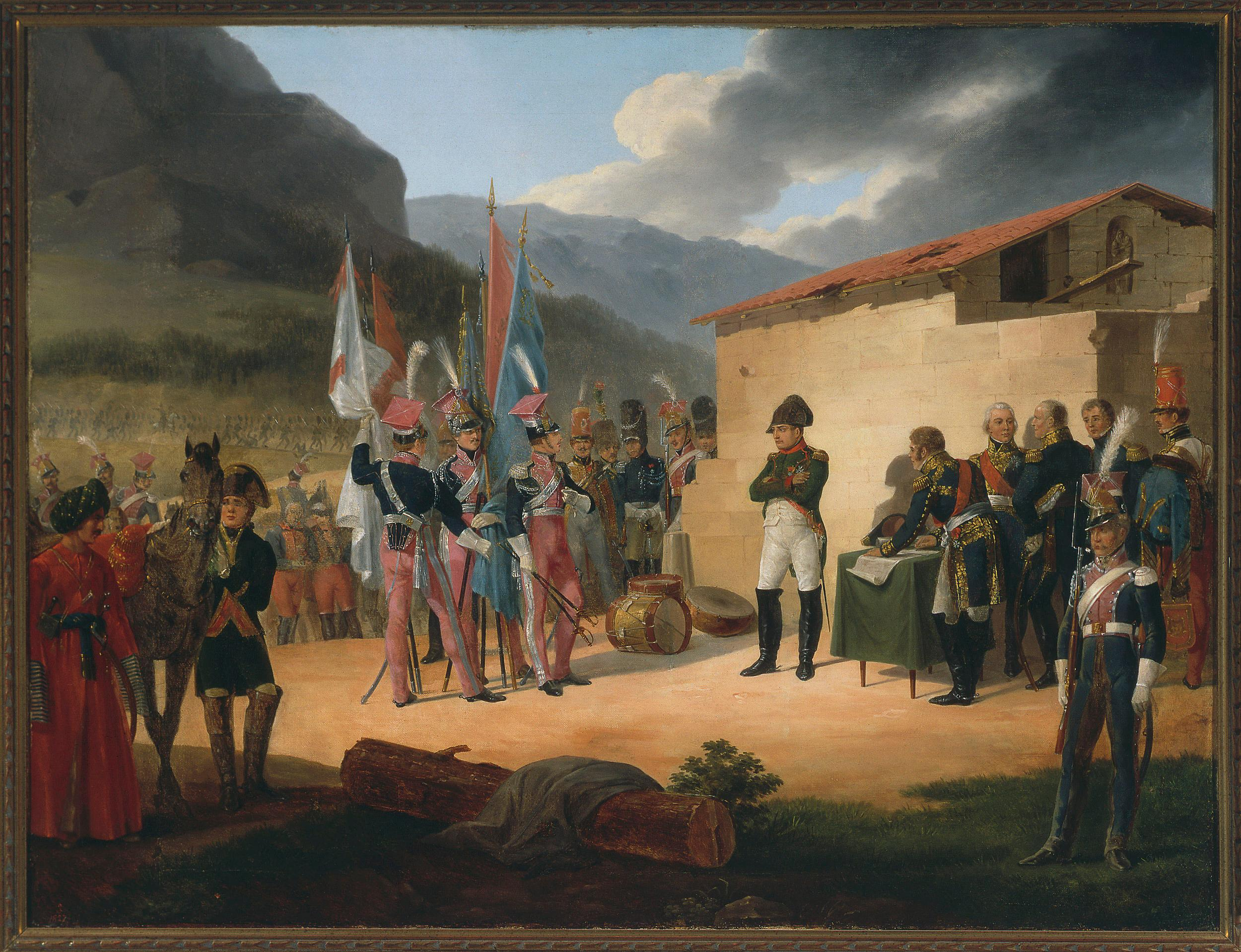
Schlacht bei Tudela 1808, Bild von 1827
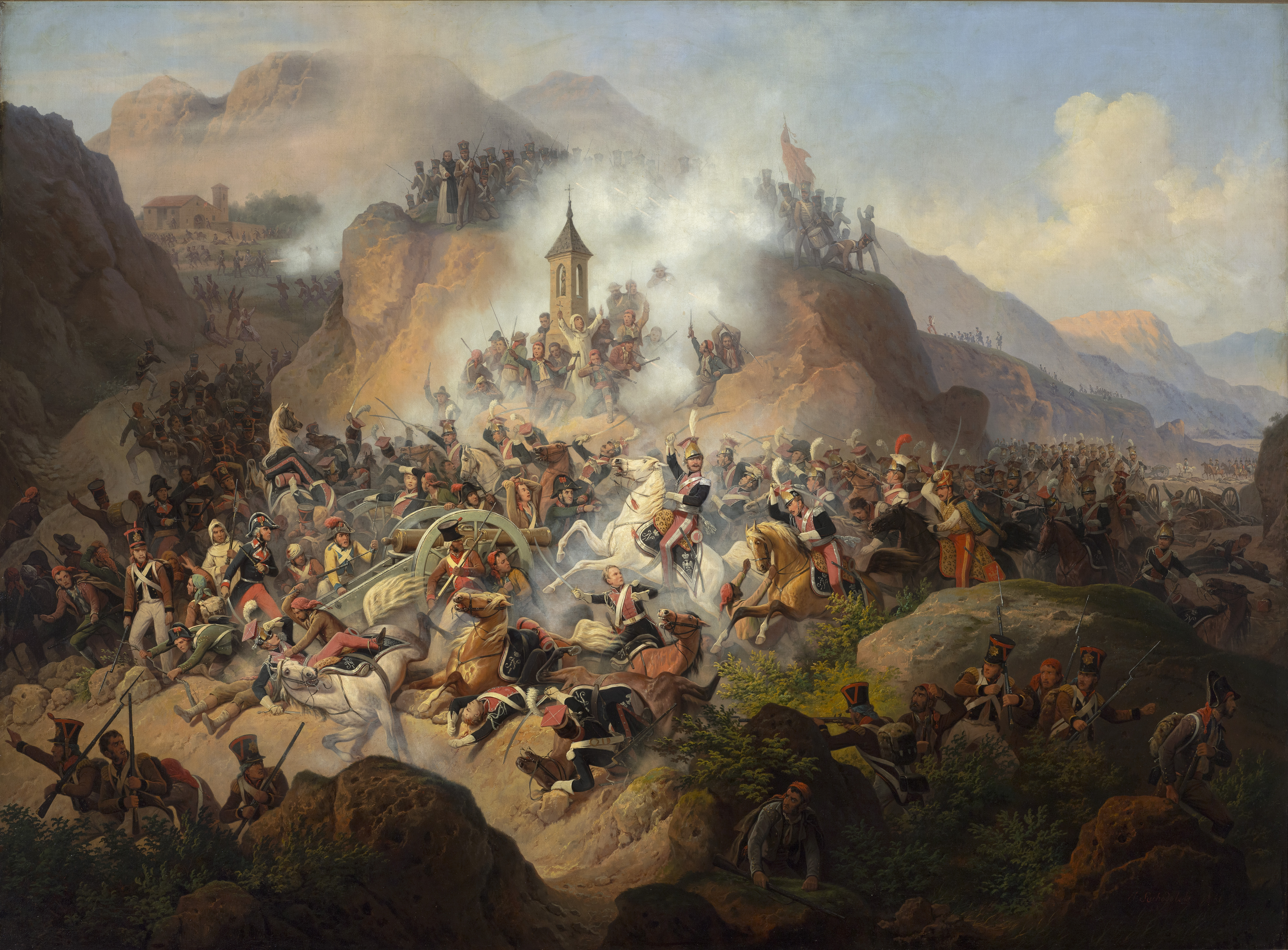
Schlacht von Somosierra 1808, Bild von 1860
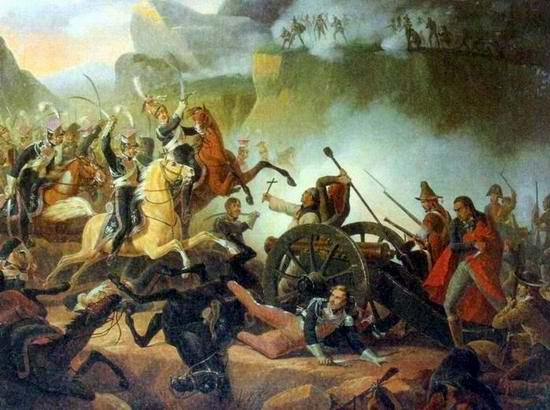
Angriff der polnischen Kavallerie 1808 in der Schlacht bei Somosierra, Bild von 1875.
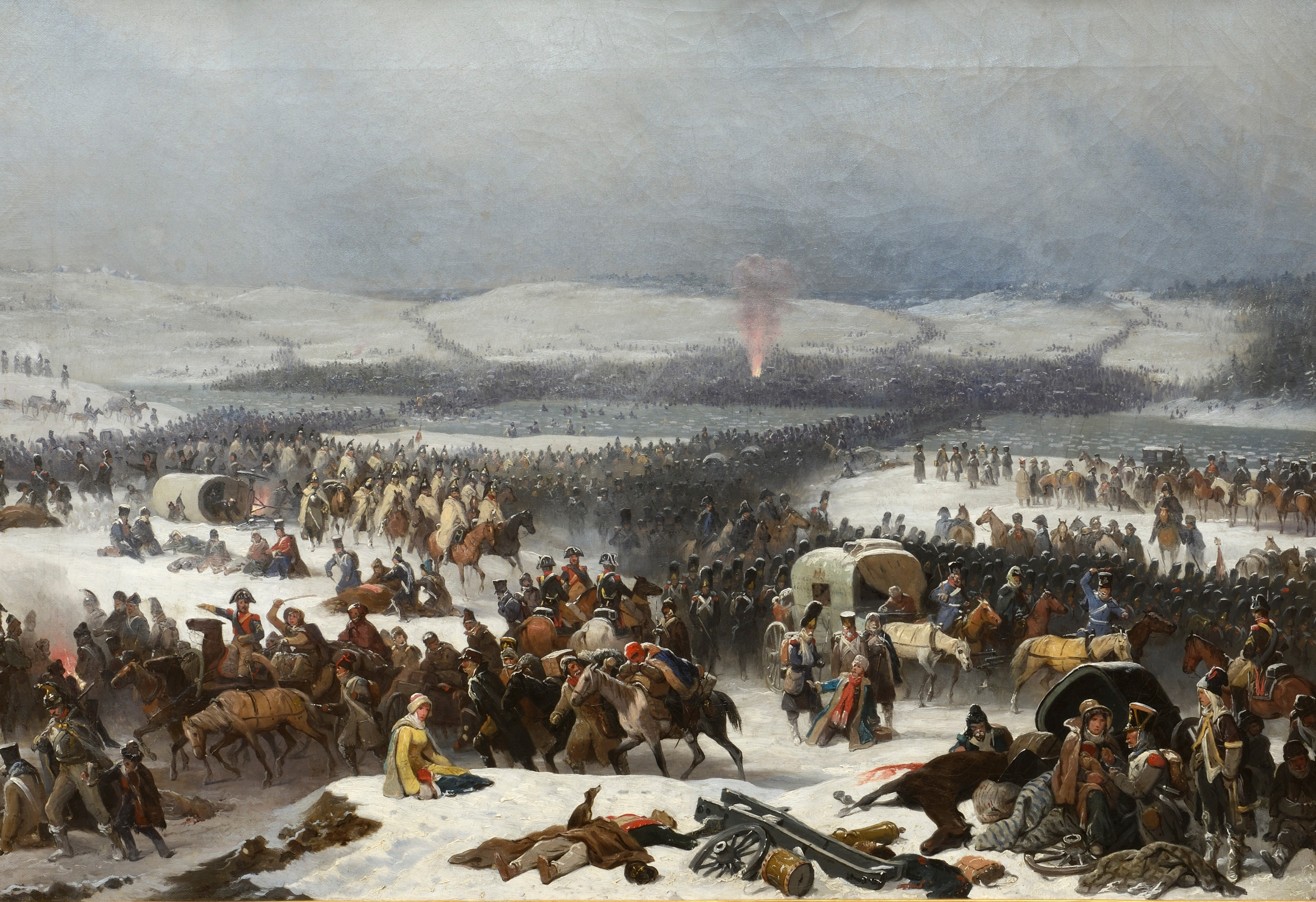
Übergang der „Grande Armée“ 1812 über die Beresina, Bild von 1866, Nationalmuseum Posen.
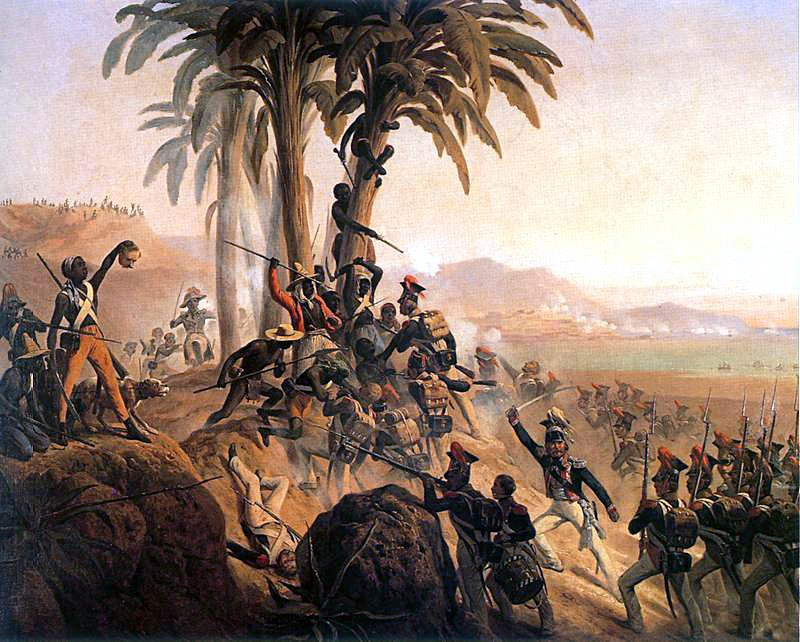
Schlacht auf Saint-Domingue 1802 zwischen Truppen der Polnischen Legion im französischen Dienst und haitianischen Freiheitskämpfern.
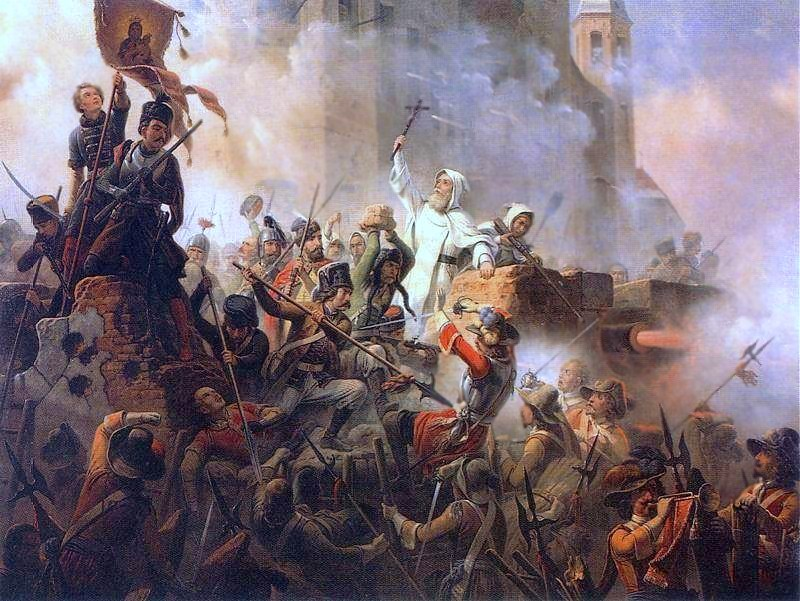
Verteidigung von Jasna Góra 1655.
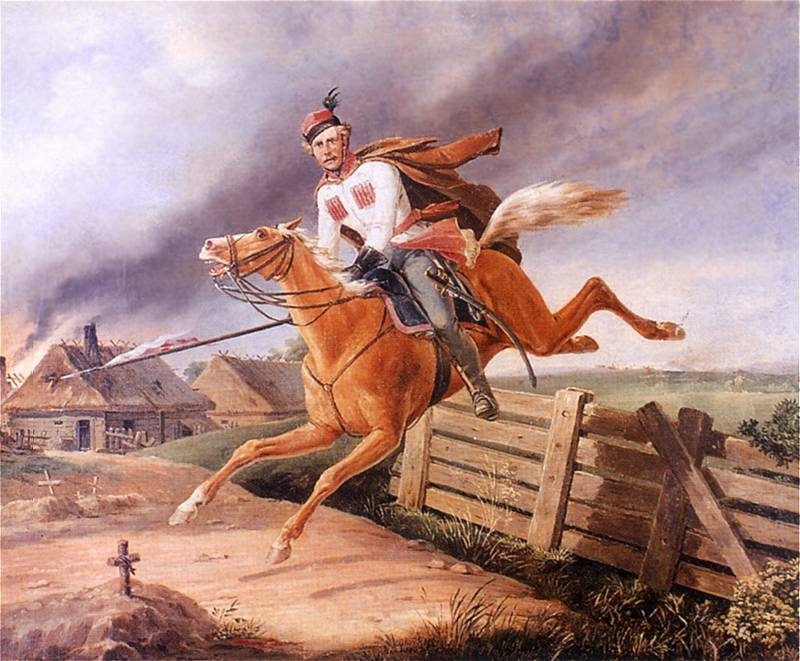
Krakus der leichten polnischen Kavallerie (polnisch Plural Krakusi).
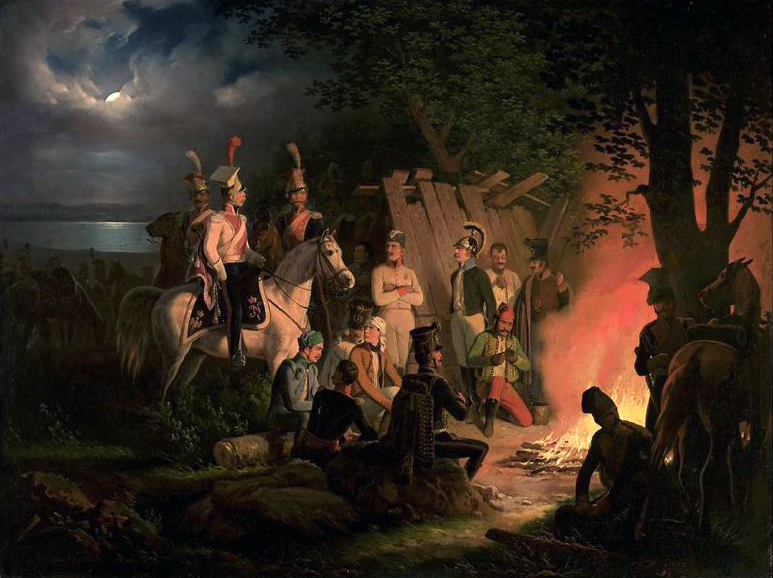
Biwak der polnischen Ulanen bei Wagram 1809. Öl auf Leinwand 82 × 109 cm, 1859, Nationalmuseum Warschau, Deposit im Kreismuseum Radom.
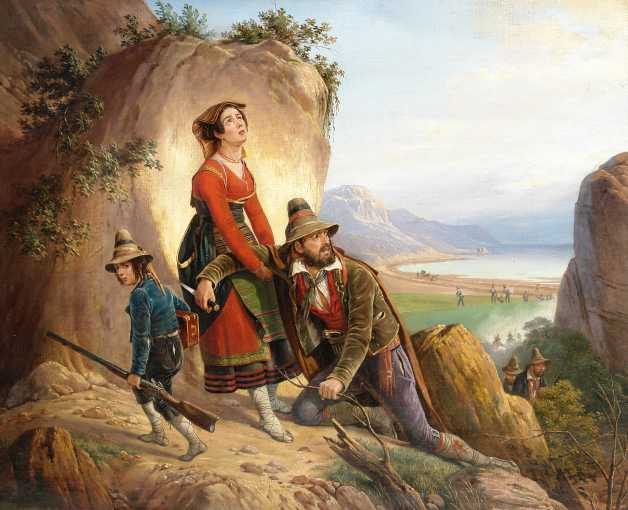
„Partisanen“, Öl auf Leinwand, 1835.
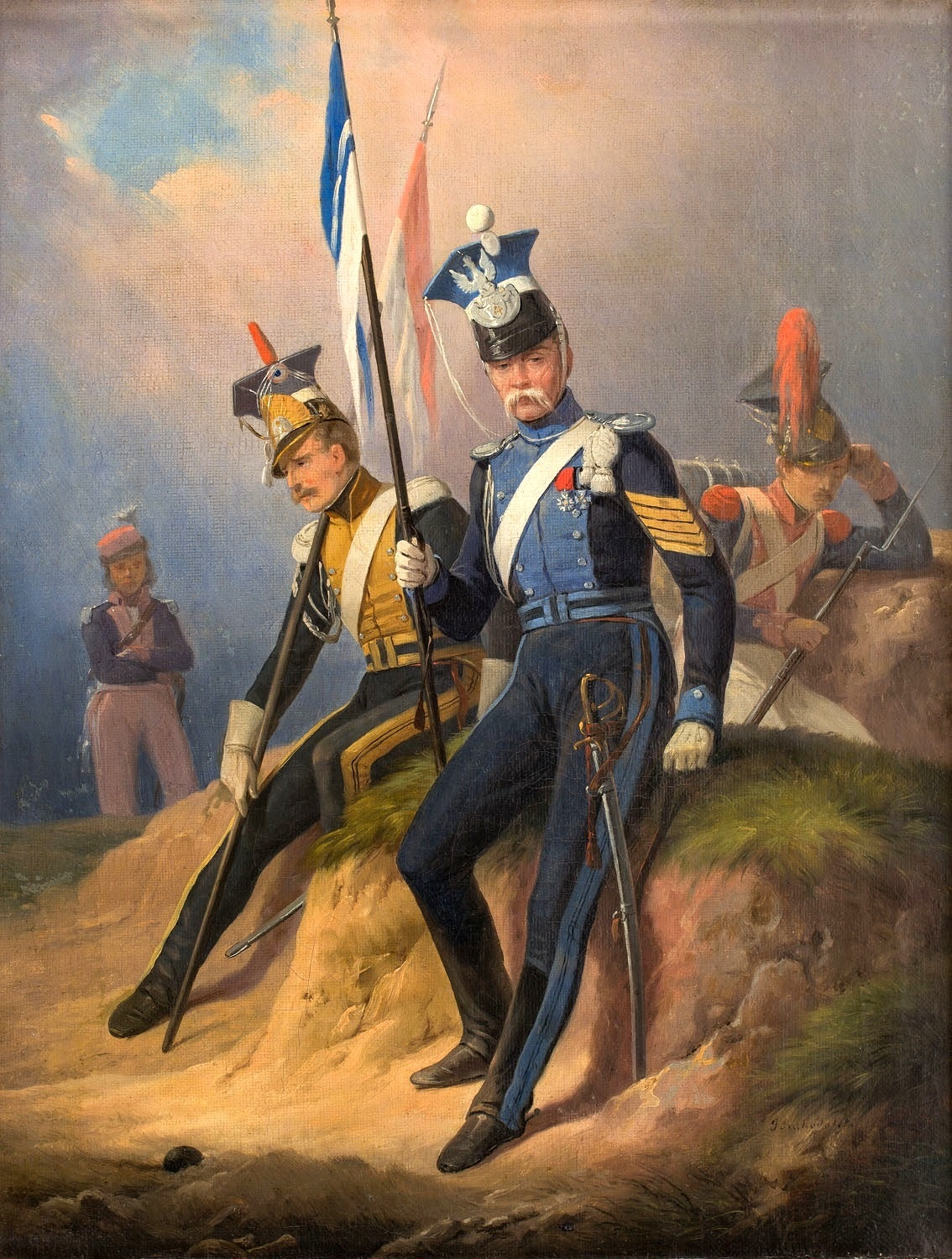
Polnische Ulanen des Herzogtums Warschau.
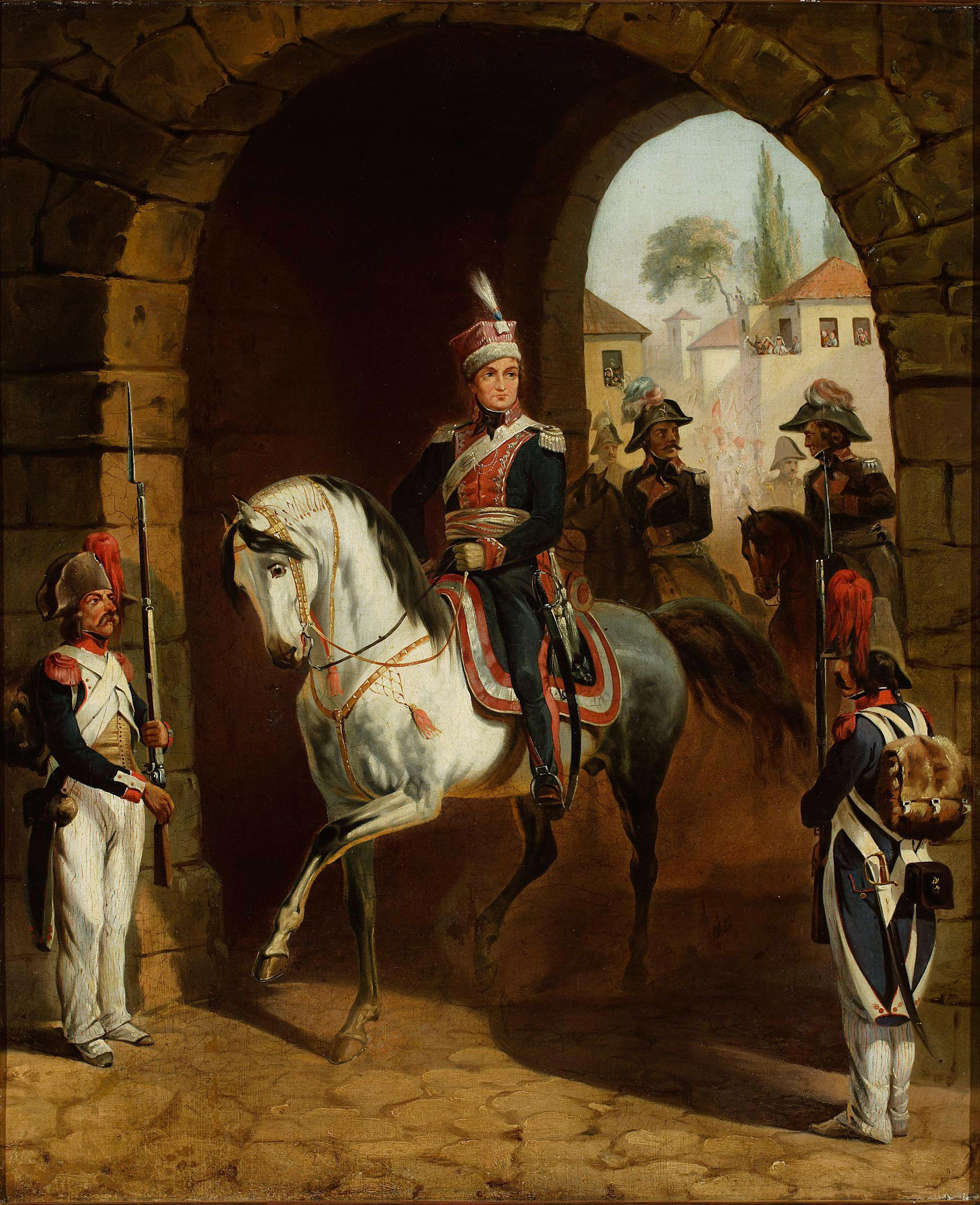
Ankunft Generals Jan Henryk Dąbrowski 1798 in Rom, Öl auf Leinwand, 1850.
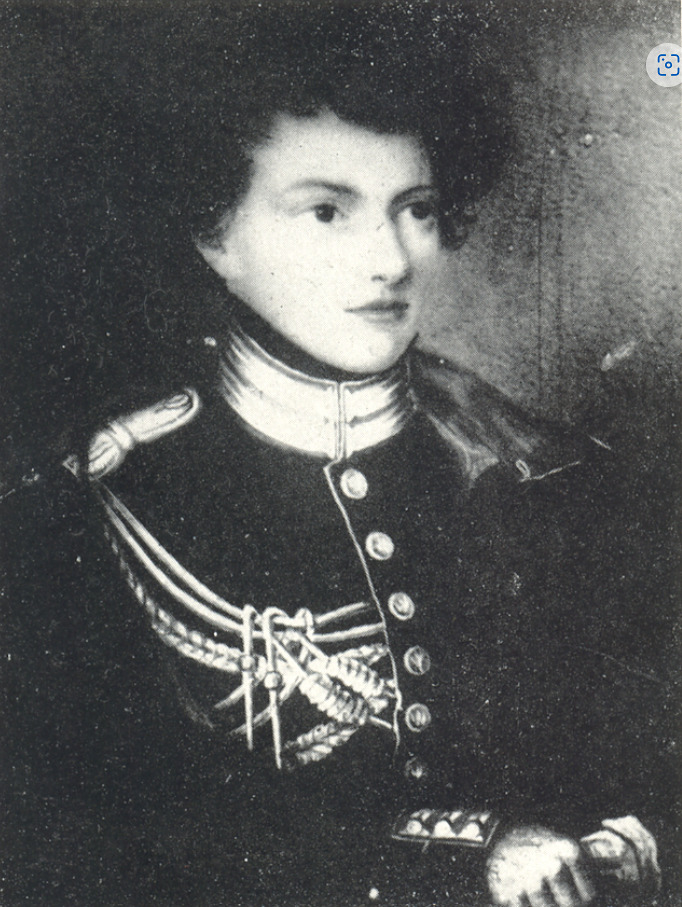
Jan Paweł Lelewel (Miniatur um 1830).
Faris, Öl auf Leinwand 55 × 58 cm, 1836, Nationalmuseum Posen.
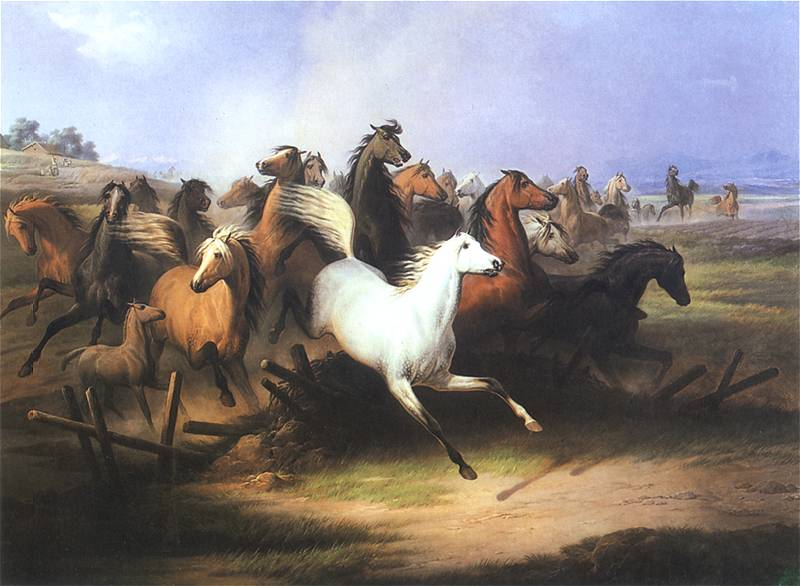
„Herde“, Öl auf Leinwand 151 × 200 cm, Nationalmuseum Warschau.
„Hochzeit“, Öl auf Leinwand 30,5 × 43 cm, Nationalmuseum Warschau.
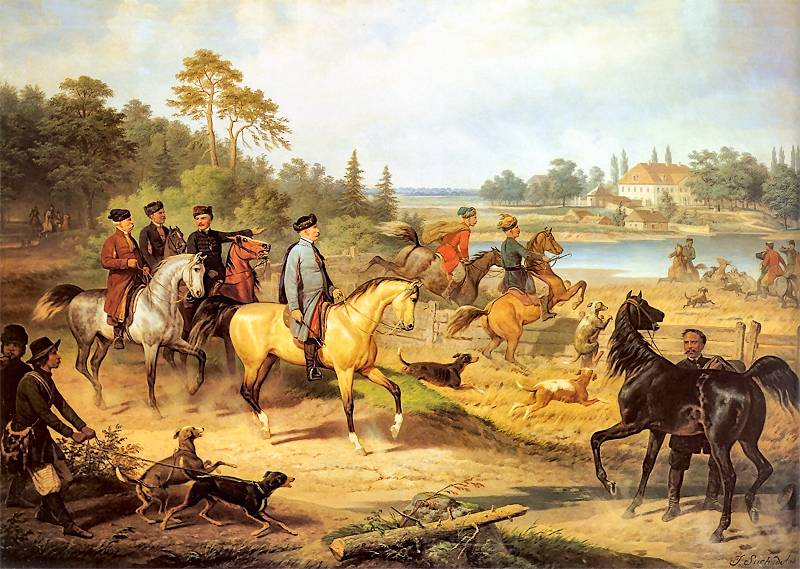
„Hirschjagd“, Öl auf Leinwand 93 × 133 cm, 1862, Nationalmuseum Warschau.
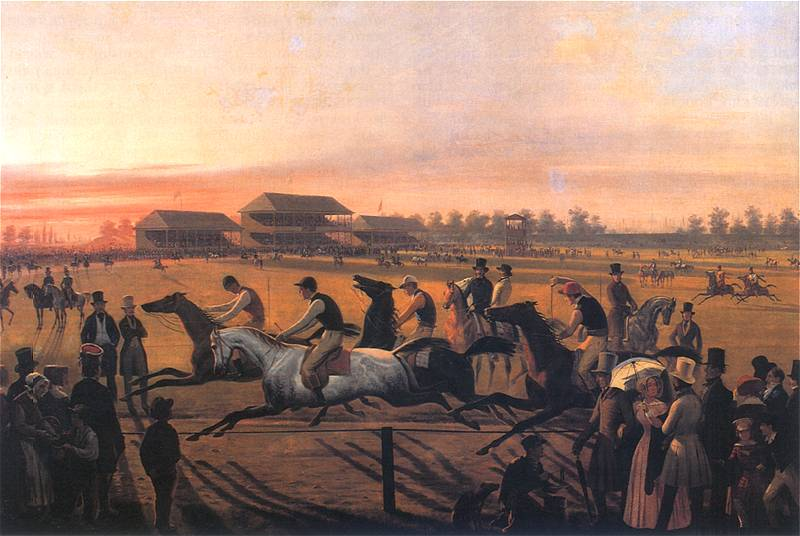
Die ersten Rennpferde auf dem „Mokotowski Feld“ (polnisch Pole Mokotowskie) in Warschau, 1849, Historisches Museum Warschau.